# Jelena Lazarević
Jelena Lazarević (1365./1366. – 1443.), bila je srednjovjekovna princeza, kći kneza Lazara Hrebeljanovića i kneginje Milice Nemanjić.
Jelena je bila udovica Sandalja Hranića. Njezinu oporuku je napisao 25. studenog 1442. u Goričanima njezin duhovnik, jeruzalemski starac Nikandar. Točan datum njezine smrti se ne može utvrditi, ali je najvjerojatnije umrla prije veljače 1443. godine. Više dragocjenih predmeta ostavila je u Dubrovniku katoličkoj crkvi svetoga Jurja u Gorici i novoj crkvi posvećenoj Presvetoj Bogorodici i na Skadarskom jezeru.

### Članci
- Korać, Dijana. 2013. Neki aspekti religioznosti u Kosača. Croatica Christiana periodica. Sveučilište u Zagrebu - Katolički bogoslovni fakultet. Zagreb. 37 (72): 51–72